# Rolf Bergman
Rolf Kjerulf Bergman, född 13 september 1897, död 27 november 1982, var en svensk läkare.
Bergman blev medicine doktor i Stockholm 1925, docent i bakteriologi och serologi vid Karolinska institutet 1930, var 1933–1946 docent där i bakteriologi och hygien och 1933–1946 överläkare vid Stockholms epidemisjukhus. Han var från 1945 medicinalråd och från 1936 medlem av Arméförvaltningens vetenskapliga råd. Bergman innehade en mängd sakkunniguppdrag och utgav ett stort antal vetenskapliga och populära arbeten i hygien, bakteriologi och epidemiologi. Han är gravsatt i Gustav Vasa kyrkas kolumbarium i Stockholm.